# 1814 في الولايات المتحدة
فيما يلي قوائم الأحداث التي وقعت خلال عام 1814 في الولايات المتحدة.

## أحداث
- 12 سبتمبر – معركة نقطة الشمال
- 24 ديسمبر – معركة نيو أورليانز

## سياسة

### تعيين في المنصب
- 1 يناير – ناثانييل بيتجر عضو جمعية ولاية نيويورك.
- 1 يناير – نيكولاس بيدل عضو مجلس ولاية بنسيلفانيا.
- 18 يناير – دانيال رودني حاكم ولاية ديلاوير [الإنجليزية]‏.
- 9 فبراير – جورج كامبل وزير الخزانة الأمريكي.
- 10 فبراير – ريتشارد راش نائب عام الولايات المتحدة.
- 27 سبتمبر – جيمس مونرو وزير حرب الولايات المتحدة.
- 6 أكتوبر – الكسندر جاي دالاس وزير الخزانة الأمريكي.
- 16 ديسمبر – وليام ت باري عضو مجلس الشيوخ الأمريكي.

### انتهاء فترة المنصب
- 1 يناير – فيليكس جراندي عضو مجلس النواب الأمريكي.
- 1 يناير – نيكولاس بيدل عضو مجلس نواب بنسيلفانيا.
- 8 فبراير – ألبرت غالاتين وزير الخزانة الأمريكي.
- 27 سبتمبر – جون آرمسترونغ الابن وزير حرب الولايات المتحدة.
- 5 أكتوبر – جورج كامبل وزير الخزانة الأمريكي.
- 1 ديسمبر – جيمس باربر حاكم فرجينيا [الإنجليزية]‏.

## ظهور
- 1 يناير – النشيد الوطني الأمريكي

## مواليد

### يناير
- 1 يناير – تشيستر ليمان عالم فلك أمريكي.
- 1 يناير – وليام بيغلر سياسي أمريكي.
- 11 يناير – تشارلز بيكر آدامز
- 17 يناير – جيمس جيم دوبين سياسي أميركي.
- 20 يناير – ديفيد ويلموت سياسي أمريكي.

### فبراير
- 9 فبراير – صامويل تيلدن سياسي أمريكي.

### يونيو
- 2 يونيو – وليام هنري هاريسون روس سياسي أمريكي.

### يوليو
- 19 يوليو – صمويل كولت

### أغسطس
- 30 أغسطس – هوراس ماينارد سياسي أمريكي.

### سبتمبر
- 27 سبتمبر – دانيال كيركوود عالم فلك أمريكي.

### نوفمبر
- 6 نوفمبر – ويليام ويلز براون
- 13 نوفمبر – جوزيف هوكر

### ديسمبر
- 19 ديسمبر – إدوين ستانتون
- 27 ديسمبر – جيمس هنري كارلتون ضابط من الولايات المتحدة الأمريكية.

## وفيات

### يناير
- 7 يناير – آيرا ألين (مواليد 1751) سياسي أمريكي.

### فبراير
- 21 فبراير – ناثانيل ميتشيل (مواليد 1753) سياسي أمريكي.

### مايو
- 11 مايو – روبرت باين (مواليد 1731)

### أغسطس
- 21 أغسطس – بنيامين طومسون (مواليد 1753)

### نوفمبر
- 23 نوفمبر – إلبردج جيري (مواليد 1744) سياسي من الولايات المتحدة الأمريكية.